# Clausocalanus parapergens
Clausocalanus parapergens är en kräftdjursart som beskrevs av Frost och Fleminger 1968. Clausocalanus parapergens ingår i släktet Clausocalanus och familjen Clausocalanidae. Inga underarter finns listade i Catalogue of Life.